# 6019 Telford
6019 Telford este un asteroid din centura principală de asteroizi.

## Descriere
6019 Telford este un asteroid din centura principală de asteroizi. A fost descoperit pe 3 septembrie 1991 la Siding Spring de Robert H. McNaught. Asteroidul prezintă o orbită caracterizată de o semiaxă mare de 3,01 ua, o excentricitate de 0,05 și o înclinație de 8,6° în raport cu ecliptica.